# Johnny Sins
Johnny Sins , geboren als Steven Wolfe (Pittsburgh, 31 december 1978), is een Amerikaanse pornoacteur, -regisseur en youtuber. Hij staat bekend om zijn geschoren hoofd en zijn gespierde fysieke bouw.

## Carrière
Sins verhuisde in 2006 naar de stad Los Angeles in de Verenigde Staten waar hij begonnen is in de porno-industrie. Anno 2021 heeft hij in circa 2300 pornografische video's meegespeeld. In veel pornofilms is hij te zien als een persoon die een specifiek beroep beoefent, zoals leraar, loodgieter, brandweerman, astronaut of dokter. 
In 2017 is Johnny Sins samen met zijn vrouw Kissa Sins het YouTube-kanaal SinsTV gestart.

## Onderscheidingen en nominaties
| Jaar | Award      | Resultaat   | Prijs                             |
| ---- | ---------- | ----------- | --------------------------------- |
| 2008 | AVN Award  | Genomineerd | Best Couples Sex Scene – Video    |
| 2009 | AVN Award  | Genomineerd | Best Threeway Sex Scene           |
| 2009 | AVN Award  | Genomineerd | Best Group Sex Scene              |
| 2009 | XRCO Award | Genomineerd | Best New Stud                     |
| 2010 | AVN Award  | Genomineerd | Best Threeway Sex Scene           |
| 2011 | AVN Award  | Genomineerd | Best Couples Sex Scene            |
| 2012 | AVN Award  | Genomineerd | Most Outragous Sex Scene          |
| 2014 | XBIZ       | Genomineerd | Male Perfomer of the Year         |
| 2014 | XBIZ       | Genomineerd | Best Scene – Feature Movie        |
| 2015 | AVN Award  | Genomineerd | Male Performer of the Year        |
| 2015 | XBIZ       | Gewonnen    | Beste Scene – Vignette Release    |
| 2016 | XBIZ       | Gewonnen    | Best Sex Scene – Vignette Release |
| 2020 | AVN Award  | Gewonnen    | Favorite Male Star (Fan's Choice) |